# 湯斯長鱸
湯斯長鱸，為輻鰭魚綱鱸形目鱸亞目鮨科的其中一種，分布於東印度洋的聖誕島、中西太平洋的帛琉、斐濟、加羅林群島、馬紹爾群島等海域，棲息深度11-50公尺，體長可達6.5公分，生活在珊瑚礁區，為底棲性魚類，屬肉食性，生活習性不明。

## 擴展閱讀
維基物種上的相關：湯斯長鱸